# Костанайская областная филармония
Костанайская областная филармония им. Е.Умирзакова — концертно-творческий коллектив. Создана в 1944 году, в 1980 году присвоено имя народного артиста Казахстана Елюбая Умирзакова. В состав филармонии входят: русский оркестр народных инструментов, национально-фольклорный ансамбль «Акжелен», танцевальный ансамбль «Костанайские зори», ансамбль «Славянские песни», ансамбль музыки и танцев, квинтет духовых инструментов, оркестр эстрадной и джазовой музыки, сатирический театр «Тамаша», детский музыкальный театр, ансамбль современной музыки «Акция» и «Дискотека», цирковой клуб «Обозрение», эстрадный ансамбль «Ақ бидай» и хор ветеранов.